# Senet

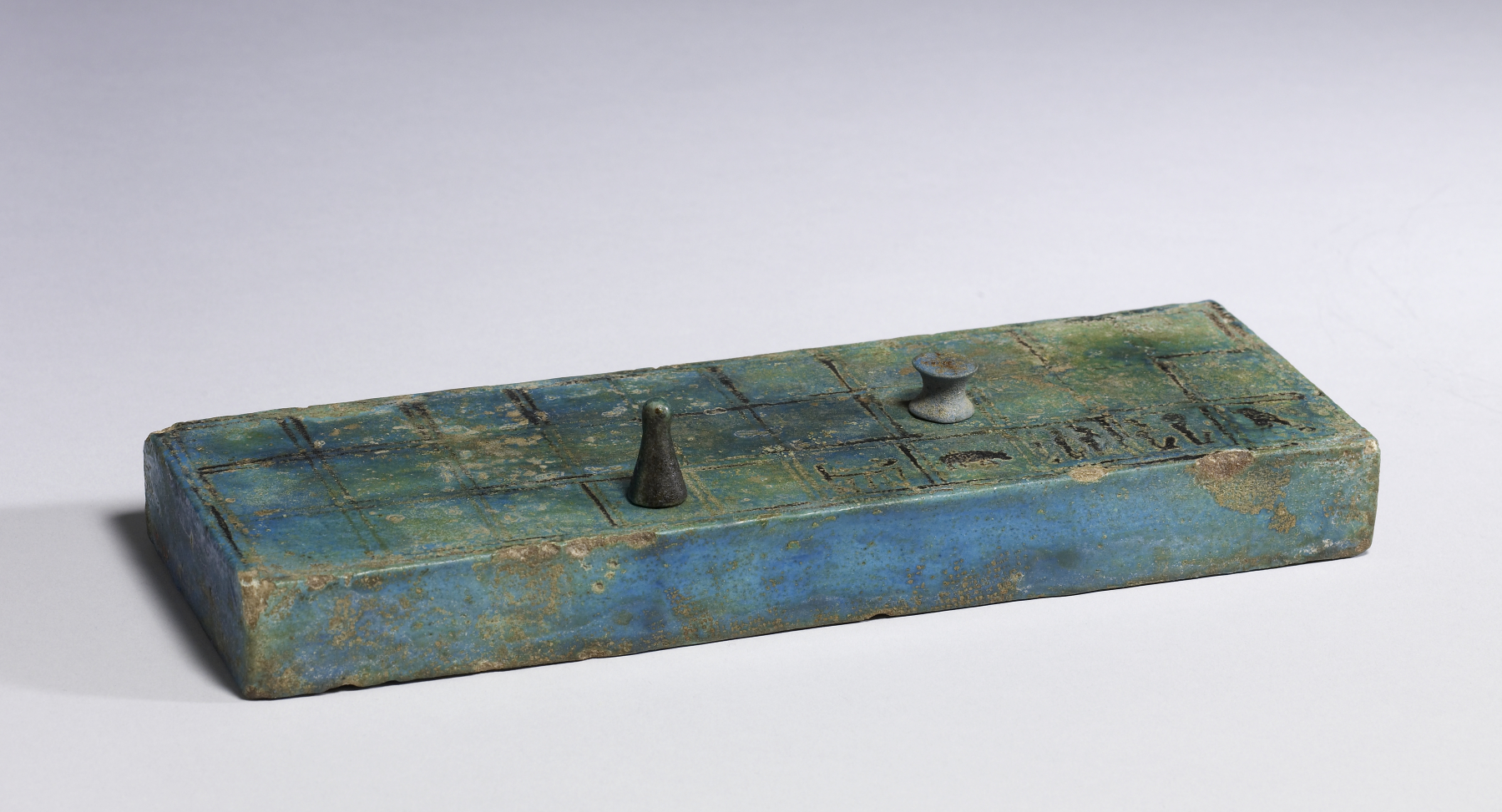
Deska hry Senet z 18. dynastie

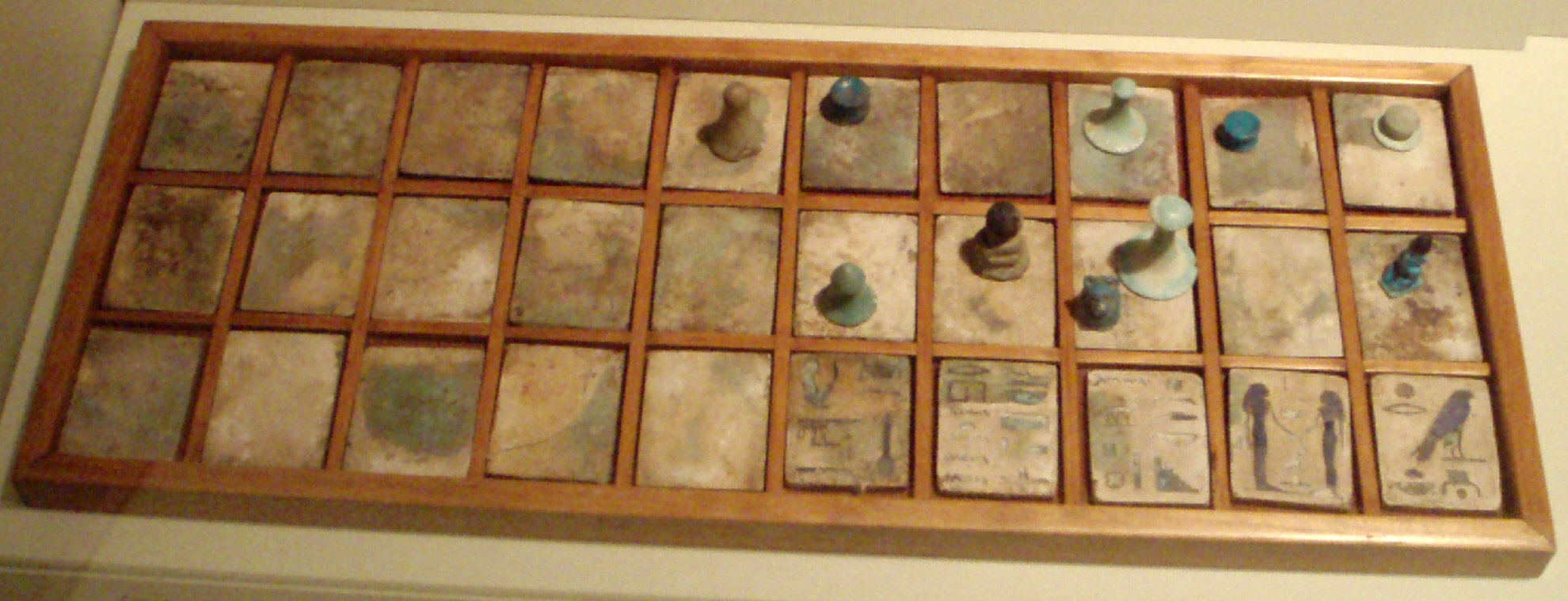
Hrací plocha hry Senet

Senet je desková hra doložená v době starověkého Egypta, známá již kolem roku 3100 př. n. l. Funguje na principu hry Člověče, nezlob se!.

## Historie
Senet (snt) je jednou z nejstarších známých deskových her. Ve staré egyptštině se nazýval Zenet (znt). Hra Senet byla nalezena v hrobkách z první dynastie. Hieroglyf připomínající desku Senetu byl objeven v hrobce Merknera (3300–2700 př. n. l.). První reliéf této hry je z hrobky Hesirea (cca 2686–2613 př. n. l.). Nejstarší nedotčené nalezené herní desky pro Senet jsou datovány až ve Střední říši.
Minimálně v době Nové říše (1550–1077 př. n. l.) byla hra Senet brána symbolicky jako cesta k posmrtnému životu. Ukazuje se, že tato hra má i náboženský podtext.

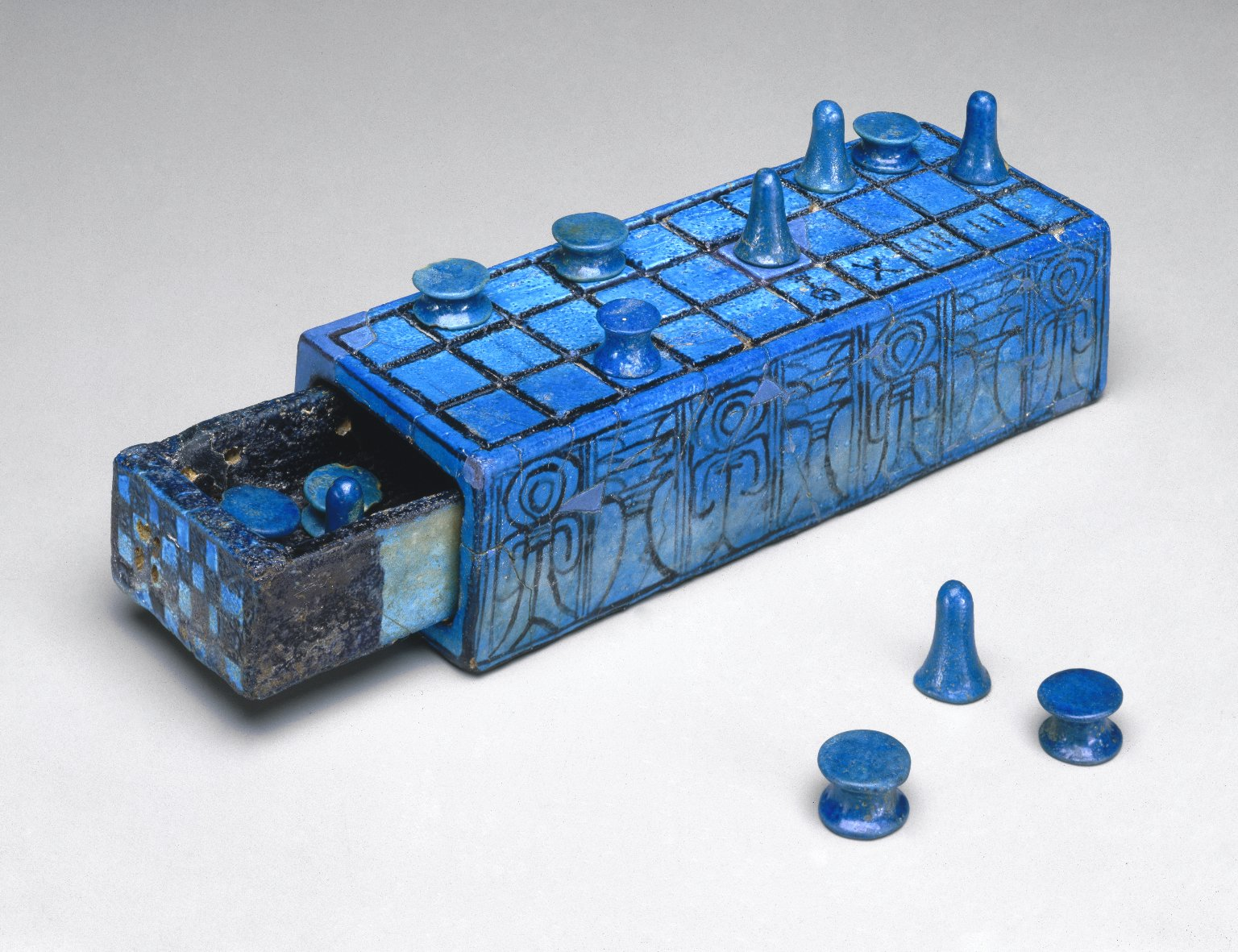
Hrací deska Senet faraona Amenhotepa III.

Hra Senet byla také hrána lidmi sousedních kultur. Byla nalezena v Levantě v místech jako Arad a Byblos. Vzhledem k místním zvyklostem tvorby her z kamene odolaly tyto herní desky zubu času a dochovalo se jich větší množství než v samotném Egyptě.

## Příslušenství

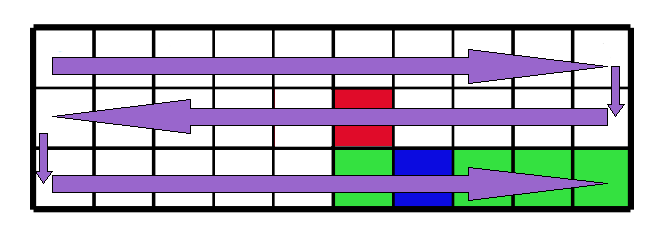
Hrací systém hry

Hraje se na desce o rozměrech 3×10 polí. Postupuje se z levého horního rohu rovně doprava 1–10, pak se pokračuje prostřední řadou doleva 11–20 a nakonec se postupuje opět zleva doprava dolní řadou až k poslednímu políčku, které se nachází vpravo dole. Dále jsou potřeba figurky pro každého hráče a házecí dřívka.

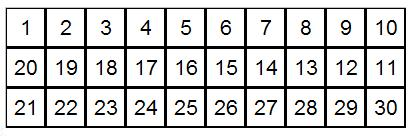
Deska hry Senet bez vyobrazení

## Pravidla
Timothy Kendall a Robert Charles Bell tuto hru rekonstruovali a jejich pravidla se používají u moderních verzí, ale není přesně jisté, jak se hra hrála.
Kameny se rozmístí střídavě od pole 1 až po pole 10. Zaplní tedy celou horní řadu. Začíná hráč, jehož figurka je umístěna na poli 1.
Kameny se posunují podle hodů čtyřmi dřívky, která mají lícovou a rubovou stranu:
- 1 dřívko lícem vzhůru – 1 bod
- 2 dřívka lícem vzhůru – 2 body
- 3 dřívka lícem vzhůru – 3 body
- 4 dřívka lícem vzhůru – 4 body
- 0 dřívek lícem vzhůru – 5 bodů

Na každém poli může být pouze jeden kámen. Jestliže se kámen posune na pole, kde je již kámen soupeře, vymění si místa.
Pokud stojí alespoň dva kameny v řadě za sebou, jsou blokované a nelze si s nimi vyměnit místa. Pokud nelze postoupit žádným kamenem dopředu, protože jsou všechna možná pole blokovaná, musí se pohnout libovolným kamenem dozadu. Pokud ani to není možné, tah propadá. Pokud hráči padne 1, 4 nebo 5, provede tah a hází znovu. Pokud hodí 2 nebo 3, provede tah a pokračuje soupeř. Hodnoty 2 a 3 padají nejpravděpodobněji.
Význam zvláštních polí:
- Pole 15 – Znovuzrození – sem se vrátí kameny, které stouply na pole zvané „dům vody“.
- Pole 26 – Dům radosti – aby se kámen dostal na nějaké z polí nacházejících se za tímto polem, musí nejprve na toto pole stoupnout.
- Pole 27 – Dům vody – kdo vstoupí na toto pole, vrací se zpět na pole Znovuzrození, nebo zde může zůstat, dokud nehodí 4, což znamená opuštění desky. Pokud je kámen v domě vody, žádný jiný kámen se nesmí pohybovat, kameny z polí 28, 29 a 30 se vrátí na toto pole, pokud na jejich pole vstoupil soupeřův kámen. Pokud je pole Dům vody obsazeno, je kámen, který v něm byl, přesunut automaticky na pole Znovuzrození, aby uvolnil pole Dům vody pro nový kámen. Pokud je pole Znovuzrození obsazeno, posouvá se kámen na nejbližší volné pole dozadu.
- Pole 28 – Dům tří pravd – kámen ho může opustit, pouze pokud mu padne 3.
- Pole 29 – Dům „Re-Atum“ – kámen ho může opustit, pouze pokud padne 2.
- Pole 30 – Může opustit s jakoukoliv hodnotou.

Vyhrává hráč, který jako první vyvede ven z desky všechny své kameny.